# Wolfgang Schreyer
Wolfgang Schreyer (Magdeburg, 1927. november 20. – 2017. november 14.) német író.

## Művei
- Großgarage Südwest (1952)
- Mit Kräuterschnaps und Gottvertrauen (1953)
- Unternehmen "Thunderstorm" (1954)
- Die Banknote (1955)
- Schüsse über der Ostsee (1956)
- Loy kapitány álma (Der Traum des Hauptmann Loy) (1956); ford. Szabó Ede
- Das Attentat (1957)
- Der Spion von Akrotiri (1957)
- Alaszkai rókák (Alaskafüchse) (1959); ford. Révész Gy. István
- A zöld szörnyeteg (Das grüne Ungeheuer) (1959); ford. Szekeres László
- Entscheidung an der Weichsel (1960)
- Tempel des Satans (1960)
- Die Piratenchronik (1961)
- Vampire, Tyrannen, Rebellen (1963, Günter Schumacherrel közösen)
- Preludio 11 (1964); ford. Beck Péter
- Fremder im Paradies (1966)
- Aufstand des Sisyphos (1969, Jürgen Hell-lel közösen)
- Figyelő szemek az égbolton (Der gelbe Hai) (1969); ford. Mészáros Klára
- Bananengangster (1970)
- Der Adjutant (1971)
- Der Resident (1973)
- Tod des Chefs oder Die Liebe zur Opposition (1975)
- Schwarzer Dezember (1977)
- Die Entführung (1979)
- Der Reporter (1980)
- Die Suche oder Die Abenteuer des Uwe Reuss (1981)
- Eiskalt im Paradies (1982)
- Die fünf Leben des Dr. Gundlach (1982)
- Der Fund oder Die Abenteuer des Uwe Reuss (1987)
- Der Mann auf den Klippen (1987)
- Der sechste Sinn (1987)
- Unabwendbar (1988)
- Die Beute (1989)
- Endzeit der Sieger (1989)
- Alpträume (1991)
- Nebel (1991)
- Das Quartett (1994)
- Der zweite Mann (2000)
- Der Verlust oder Die Abenteuer des Uwe Reuss (2001)
- Das Kurhaus (2002)
- Die Legende (2006, Paul Schreyerrel közösen)

## Magyarul
- A zöld szörnyeteg. Regény, 1-2.; ford., utószó Szekeres László; Szépirodalmi, Bp., 1962
- Alaszkai rókák; ford. Révész Gy. István; Kossuth, Bp., 1962
- Loy kapitány álma. Regény; ford. Szabó Ede; Zrínyi, Bp., 1963
- Preludio 11; ford. Beck Péter; Athenaeum Ny., Bp., 1967 (Albatrosz könyvek)
- Figyelő szemek az égbolton; ford. Mészáros Klára; Kossuth, Bp., 1969
- A sárga cápa. Regény; ford. Szabó István; Kossuth, Bp., 1971

## Díjai
- Heinrich Mann-díj (1956)